# 1978-as Formula–1 holland nagydíj
A holland nagydíj volt az 1978-as Formula–1 világbajnokság tizenharmadik futama.

## Futam
| Helyezés | #  | Versenyző             | Csapat/Motor       | Körök | Idő/Kiesés oka | Rajthely | Pontszám |
| -------- | -- | --------------------- | ------------------ | ----- | -------------- | -------- | -------- |
| 1        | 5  | Mario Andretti        | Lotus-Ford         | 75    | 1:41:04,23     | 1        | 9        |
| 2        | 6  | Ronnie Peterson       | Lotus-Ford         | 75    | +0,32          | 2        | 6        |
| 3        | 1  | Niki Lauda            | Brabham-Alfa Romeo | 75    | +12,21         | 3        | 4        |
| 4        | 2  | John Watson           | Brabham-Alfa Romeo | 75    | +20,92         | 8        | 3        |
| 5        | 14 | Emerson Fittipaldi    | Fittipaldi-Ford    | 75    | +21,5          | 10       | 2        |
| 6        | 12 | Gilles Villeneuve     | Ferrari            | 75    | +45,95         | 5        | 1        |
| 7        | 11 | Carlos Reutemann      | Ferrari            | 75    | +1:00,52       | 4        |          |
| 8        | 26 | Jacques Laffite       | Ligier-Matra       | 74    | +1 kör         | 6        |          |
| 9        | 8  | Patrick Tambay        | McLaren-Ford       | 74    | +1 kör         | 14       |          |
| 10       | 7  | James Hunt            | McLaren-Ford       | 74    | +1 kör         | 7        |          |
| 11       | 25 | Héctor Rebaque        | Lotus-Ford         | 74    | +1 kör         | 20       |          |
| 12       | 20 | Jody Scheckter        | Wolf-Ford          | 73    | +2 kör         | 15       |          |
| Kiesett  | 33 | Bruno Giacomelli      | McLaren-Ford       | 60    | Kicsúszás      | 19       |          |
| Kiesett  | 16 | Hans-Joachim Stuck    | Shadow-Ford        | 56    | Váltóhiba      | 18       |          |
| Kiesett  | 31 | René Arnoux           | Martini-Ford       | 40    | Alváz          | 23       |          |
| Kiesett  | 37 | Arturo Merzario       | Merzario-Ford      | 40    | Motorhiba      | 26       |          |
| Kizárva  | 19 | Vittorio Brambilla    | Surtees-Ford       | 37    | Rajtkiugrás    | 22       |          |
| Kiesett  | 15 | Jean-Pierre Jabouille | Renault            | 35    | Motorhiba      | 9        |          |
| Kiesett  | 30 | Brett Lunger          | McLaren-Ford       | 35    | Motorhiba      | 21       |          |
| Kiesett  | 32 | Keke Rosberg          | Wolf-Ford          | 21    | Baleset        | 24       |          |
| Kiesett  | 27 | Alan Jones            | Williams-Ford      | 17    | Gázpedál       | 11       |          |
| Kiesett  | 29 | Nelson Piquet         | McLaren-Ford       | 16    | Váltóhiba      | 25       |          |
| Kiesett  | 4  | Patrick Depailler     | Tyrrell-Ford       | 13    | Motorhiba      | 12       |          |
| Kiesett  | 22 | Derek Daly            | Ensign-Ford        | 10    | Váltóhiba      | 16       |          |
| Kiesett  | 35 | Riccardo Patrese      | Arrows-Ford        | 0     | Baleset        | 13       |          |
| Kiesett  | 3  | Didier Pironi         | Tyrrell-Ford       | 0     | Baleset        | 17       |          |
| NI       | 18 | Rupert Keegan         | Surtees-Ford       |       | Kéztörés       |          |          |
| NK       | 17 | Clay Regazzoni        | Shadow-Ford        |       |                |          |          |
| NK       | 10 | Michael Bleekemolen   | ATS-Ford           |       |                |          |          |
| NK       | 9  | Jochen Mass           | ATS-Ford           |       |                |          |          |
| NeK      | 23 | Harald Ertl           | Ensign-Ford        |       |                |          |          |
| NeK      | 39 | Danny Ongais          | Shadow-Ford        |       |                |          |          |
| NeK      | 36 | Rolf Stommelen        | Arrows-Ford        |       |                |          |          |

## Statisztikák
Vezető helyen:
- Mario Andretti: 39 (1-75)

Mario Andretti 12. győzelme, 15. pole-pozíciója, Niki Lauda 16. leggyorsabb köre.
- Lotus 71. győzelme.